# 1999 CO16
1999 CO16 är en asteroid i huvudbältet som upptäcktes den 15 februari 1999 av den kroatiska astronomen Korado Korlević vid Višnjan-observatoriet.
Asteroiden har en diameter på ungefär 5 kilometer.